# Начела међународног кривичног права
Међународно кривично право се заснива на одређеним начелима која су му својствена и по којима се разликује од других грана права. Начела међународног кривичног права слична су основним начелима кривичног права, уз извесне специфичности. То су:
- начело законитости
- начело легитимности
- начело индивидуалне субјективне одговорности
- начело солидарности и узајамног поверења међу државама
- начело хуманости
- начело праведности и сразмерности

Та начела су новија тековина међународног кривичног права и нека од њих су за разлику од кривичног права где су постала општа, универзална тековина, и даље бар у неким сегментима спорна.

## Начело законитости
Начело законитости обично се изражава у латинској формулацији nullum crimen, nulla poena sine lege. Ово начело значи да нико не може бити кажњен за неко понашање ако пре него што га је предузео оно није било законом предвиђено као кривично дело и за исто није била законом прописана казна.
Ово начело налази се прописано у Универзалној декларацији о правима човека и Европској конвенцији за заштиту људских права, али је дуго било под знаком питања у међународном кривичном праву услед схватања да се и обичајима могу прописивати норме. Ово схватање се напушта у међународном кривичном праву, а на то указују и члан 22. и 23. Римског статута који јасно прописују начело законитости и забрањују аналогију код међународних кривичних дела.
Начело законитости и у кривичном и у међународном кривичном праву има четири сегмента:
- nulla poena sine lege scripta - забрањује примену неписаног, обичајног права
- nulla poena sine lege praevia - забрањује ретроактивну примену закона (често се сматра најбитнијим сегментом)
- nulla poena sine lega certa - захтева да дело и санкција буду јасно одређени
- nulla poena sine lege stricta - забрањује примену аналогије и проширивања криминалне зоне преко ње

## Начело легитимности
Начело легитимности налаже да кривичноправна репресија и кривично право у целини морају бити суштински оправдани и нужни. За појам легитимности, тј. оправданости и прихватљивости кривичноправних норми и института од пресудног значаја је вредносни елемент а не строга формалност. Стога је легитимност од већег значаја код стварања норми, а не код примене јер би процена легитимности у сваком појединачном случају угрозило правну сигурност. Само се у најочигледнијим и најдрастичнијим случајевима може допустити непримењивање кривичноправних норми у конкретном случају.
Ово је од посебног значаја у међународном кривичном праву јер се њиме штите нека од најважнијих добара човечанства.

## Начело индивидуалне субјективне одговорности
Ово начело има два своја дела. Субјективна одговорност односи се на то да неко може одговарати само ако је крив, ако постоји субјективан однос према учињеном делу. Индивидуална одговорност односи се на то да свако одговара само са своје поступке, за оно што је сам учинио. Ово начело је достигнуће новијег периода у кривичном праву, јер је раније доминирала објективна одговорност. Изузеци од овог начела данас су ретки и у кривичном праву (у области дела учињених преко средстава јавног информисања) и у међународном кривичном праву (командна одговорност). Из овог начела произлази и захтев да се законским описима кривичних дела обухвате само она понашања која је могуће да избећи, која се једном апстрактном учиниоцу нормалних, просечних способности објективно могу урачунати, која са аспет општих људских способности дозвољавају управљање узрочним током.

## Начело солидарности и узајамног поверења међу државама
Ово начело је специфично за међународно кривично право и није познато у интерном кривичном праву. Ово начело полази од концепције релативног суверенитета држава и добровољног преношења неких функција у области кривичног права на међународну заједницу. Ово начело дошло је до изражаја и код настанка Међународног кривичног суда, мада чињеница да многе значајне државе нису приступиле овом суду јасно показује да ово начело није у потпуности прихваћено.

## Начело хуманости
Начело хуманости у кривичном праву има два своја аспекта. Први аспект значи да заштитна функција кривичног права мора бити хуманистички оријентисана, тј. да се кривичним правом пре свега штите најважнија добра човека.
Други аспект је оно што се уобичајено подразумева под начелом хуманости, а то је да у односу на учиниоца кривичног дела кривично право и кривичне санкције треба да буду хумане. Кривичне санкције нужно садрже одређену нехуманост, зато ово начело треба схватити као тежњу да се избегне непотребна нехуманост.

## Начело праведности и сразмерности
Казна и друга кривична санкција која се примењује према учиниоцу кривичног дела мора бити праведна и сразмерна учињеном делу. Горња непрекорачива граница приликом одмеравања казне је степен кривице учиниоца. Овим начелом прописује се утилитаристичка функција кривичног права, а избегава његова пука ретрибутивност.